# Иван Асень I
Ива́н А́сень I (известный также под прозвищем Белгун — «мудрый») — болгарский царь в 1190—1195 годах, брат царя Петра IV и царя Калояна. Соправитель Петра IV (1185—1190). Отец царя Ивана Асеня II и севастократора Александра. Под руководством братьев Асеней Болгария освободилась от византийского владычества.

## Личные качества
Царя Ивана Асеня описывали как активного, решительного и воинственного человека. Вопрос о его талантах государственного деятеля связан с восстановлением независимости Второго Болгарского царства. Своими личными качествами он был очень схож со своим братом Калояном. Многие факты о жизни Ивана Асеня содержатся в трудах византийского историка Никиты Хониата. Согласно им, Иван Асень, будучи блестящим тактиком, не был беспощаден к врагу. При этом Хониат описывает его как человека гордого и самоуверенного, склонного к горячности, что и стало причиной смерти этого выдающегося болгарского правителя.

## Восстановление болгарского государства
В 1185 году Иван Асень и его брат Феодор (Петр IV) возглавили восстание против византийского господства. Согласно Никите Хониату, причиной восстания стали повышение налогов в Болгарии императором Исааком II Ангелом. Осенью 1185 года и в начале 1186 года повстанцы добились немалых успехов. Император начал кампанию против болгар. В 1187 году, после неудачной осады византийцами крепости Ловеч, Исаак II Ангел был вынужден заключить мир. Это означало восстановление независимости болгарского государства после почти двухвекового византийского владычества.

## Третий крестовый поход
В 1189 году немецкие рыцари во главе с Фридрихом Барбароссой двинулись в Третий крестовый поход. Асен и Петр решили, что немецкий король может помочь восстановить независимый статус Болгарии. С этой целью они дважды предлагали крестоносцам военную помощь против византийцев (хотя в 1188 году в Гамбурге был подписан договор, предусматривавший проход крестоносцев через Византию на Святую Землю, отношения между двумя империями были напряженными), в обмен на которую Фридрих I Барбаросса должен был возложить на голову Петра IV корону «греческих императоров». Монарх отказался, и конфликт с Византией был решен мирным путём. Более того, болгары снова проявили стремление к равенству и даже превосходству над Византийской империей, как это было во времена царя Симеона.

## Битва за Тревненский перевал
Иван Асень I показал себя блестящим полководцем. В 1190 году Исаак II Ангел решил нанести новый удар по болгарскому государству и начал масштабную кампанию. Его армия прошла Балканские горы и направилась на Тырново. Два брата Асеня понимали, что они не могут устоять против византийцев, и оставили город. Они отправились за помощью к половцам. Кроме того, они отправили в лагерь византийцев ложного перебежчика, который заявил, что к городу приближается большое половецкое войско. Не желая попасть в осаду в городе, император повел свою армию во Фракию. Проходя через Тревненский перевал, его армия попала в засаду болгар и была разбита. После этой битвы Пётр IV отошёл от управления страной и передал власть Ивану Асеню, сохранив при этом титул, но удалившись из столицы (Тырново) в Преслав. Формально в государстве установилось двоевластие, но фактически вся власть была сосредоточена в руках Ивана Асеня.

## Боевые действия в 1191—1196 годах
В 1193—1194 годах болгарские войска вторглись в Македонию, а также захватили Софию и поселения в долине реки Струмы. В 1194 году они нанесли сокрушительное поражение византийским войскам в сражении при Аркадиополе. В 1195 заняли важные крепости Сяр, Струмицу и ещё ряд городов во Фракии. В том же году Иван Асень перенес мощи святого Иоанна Рыльского из Софии в Тырново. В 1194—1195 болгары отразили нападение венгерских войск и сумели вернуть себе Ниш, Белград и часть региона Браничево.

## Смерть
В 1196 году Иван Асень стал жертвой заговора — он был убит в окрестностях Тырнова от руки своего близкого соратника, Иванко, который пытался занять трон, но не получил обещанной поддержки из Византии.
Византийский летописец Никита Хониат подробно описывает обстоятельства его смерти. Основной её причиной, по мнению летописца, была жестокость правителя. Никита Хониат пишет, что в ходе захвата Сяра в плен попал некий священник. Священник начал молить Ивана Асеня отпустить его, показывая, что знает болгарский язык. Царь, однако, отказался помиловать священника, заявив, что дал слово не верить византийцам. Со слезами на глазах священник предсказал, что так же, как Иван Асень немилосерден к несчастному Божьему человеку, так и Господь не помилует правителя, и что он скоро придет к концу своей жизни и погибнет от меча. Пророчество священника, в той степени, в которой мы можем доверять византийскому летописцу, сбылось с точностью до деталей.
Иванко был близок к царю, более того, имел роман с сестрой его жены. Когда царь об этом узнал, он чрезвычайно разгневался. В негодовании Иван Асень потребовал от Иванко явиться к нему в ту же ночь, но последний ответил, что появится на следующее утро. Но царь посчитал такой ответ неуважением и приказал Иванко явиться немедленно. Иванко испугался за свою жизнь и обратился за советом к своим высокопоставленным друзьям и родственникам. Они посоветовали ему спрятать меч в своей одежде. Если царь будет критиковать и ругать его, то Иванко следовало проявить мужество, испросить прощения и повиноваться воле правителя. Если же Иван Асень распорядится его убить, то ему следовало защищаться и убить жестокого самодержца.
Иванко все сделал так, как ему посоветовали. Вскоре стало ясно, что Иван Асень, очевидно, не собирался его прощать и в приступе ярости потянулся за копьём. Но Иванко оказался быстрее и убил царя. После его смерти Иванко воспользовался ситуацией, захватил власть в столице и обратился за помощью к византийцам, чтобы выступить против брата убитого короля — Петра IV.

## Семья
Долгое время болгарские историки считали, что Иван Асень I был женат только один раз на Елене, от которой имел двух сыновей:
- Ивана Асеня II, будущего царя;
- Александра, севастократора.

Однако во время раскопок в средневековом городе Червен было найдено надгробие, на котором начертано: «На…ден поставих кръст на жена си Мария, Асен цар на Търново…». Запись в Бориловом синодике, где Елена упоминается как «новая королева Елена», доказывает, что Мария была первой женой царя Ивана Асеня I, от которой он, вероятно, имел дочь по имени Анна.